# Jim Holstein
James H. „Jim” Holstein (ur. 24 września 1930 w Hamilton, zm. 16 grudnia 2007 w Bradenton) – amerykański koszykarz występujący na pozycji niskiego skrzydłowego, dwukrotny mistrz NBA z Minneapolis Lakers, po zakończeniu kariery zawodniczej trener koszykarski.

## Osiągnięcia
Na podstawie, o ile nie zaznaczono inaczej.
NCAA
- Mistrz sezonu zasadniczego konferencji Mid-American Conference (MAC – 1950, 1951)
- Uczestnik rozgrywek Sweet Sixteen turnieju NIT (1951)
- Zaliczony do I składu MAC (1950–1952)

Drużynowe
- 2-krotny mistrz NBA (1953, 1954)
- Lider play-off w skuteczności rzutów z gry (1953)[4]